# Ritsemia pupifera
Ritsemia pupifera är en insektsart som beskrevs av Lichtenstein 1879. Ritsemia pupifera ingår i släktet Ritsemia och familjen ullsköldlöss. Inga underarter finns listade i Catalogue of Life.